# Automatenuhr
Automatenuhren kombinieren die Funktion einer Uhr mit der eines mechanischen Automaten.

## Beschreibung
Automatenuhren wurden oft mit kunstvoll gestalteten und automatisch bewegten Figuren bestückt. Sie sind in allen Uhrenformen zu finden, sowohl bei Taschen-, Tisch-, Stand-, aber auch astronomischen Uhren und Turmuhren. Die Uhrwerke hatten oft Zusatzmechanismen wie Repetitions- oder Selbstschlagwerke. Auch Musikspielwerke fanden häufig Verwendung. Die wohl bekannteste Form der Automatenuhr ist die Kuckucksuhr. Als die kompliziertesten historischen Automaten gelten heute die drei Androiden von Pierre Jaquet-Droz.
Berichte über die Automatenuhr sind bereits aus der Antike überliefert, so über monumentale Wasseruhren des Orients, die mit Automatenwerken ausgerüstet waren. In Europa kamen Automatenuhr erst nach der Erfindung der mechanischen Räderuhr auf. Seit dem 16. Jahrhundert wurden Großuhren an öffentlichen Gebäuden und Kirchen als Automatenuhr gebaut. Viele dieser Automatenuhr besaßen außerdem astronomische Anzeigevorrichtungen.
Bekannte Beispiele sind die Automatenfunktionen bei der Uhr in Frauenkirche (München), der astronomischen Uhr im Straßburger Münster und der Prager Rathausuhr.

## Bilder

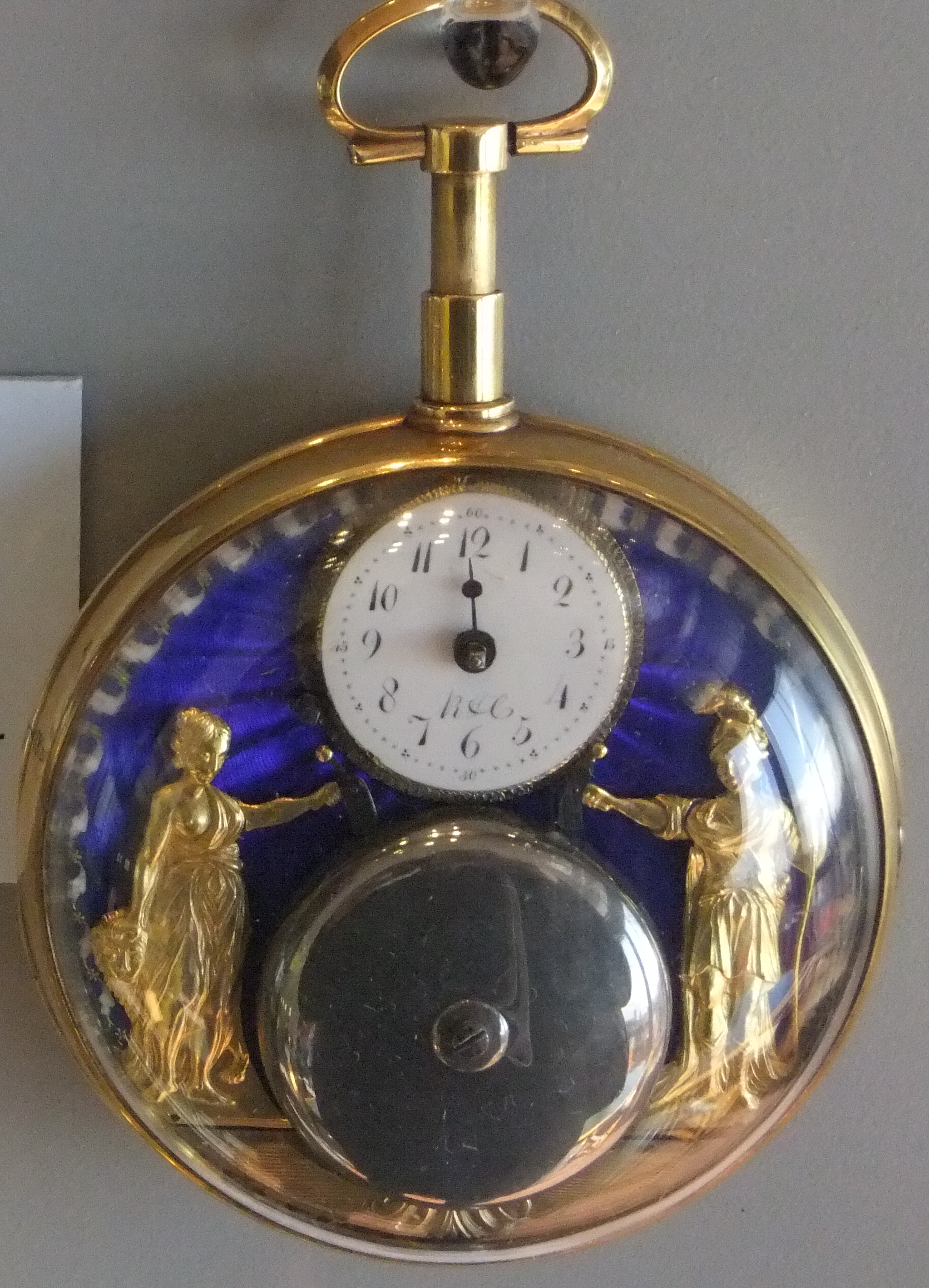
Taschenuhr um 1810, (World Museum Liverpool)
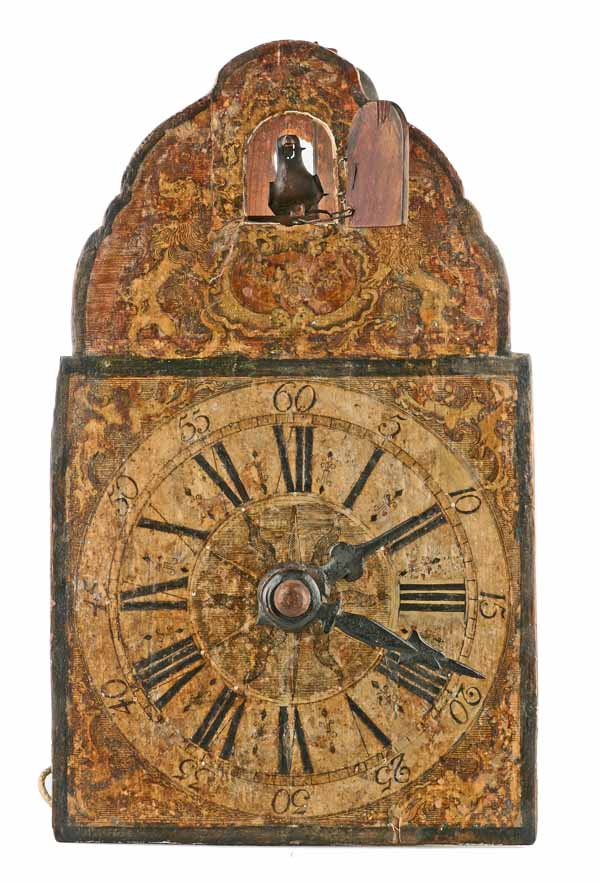
Kuckucksuhr mit Holzräderwerk um 1780, (Deutsches Uhrenmuseum)
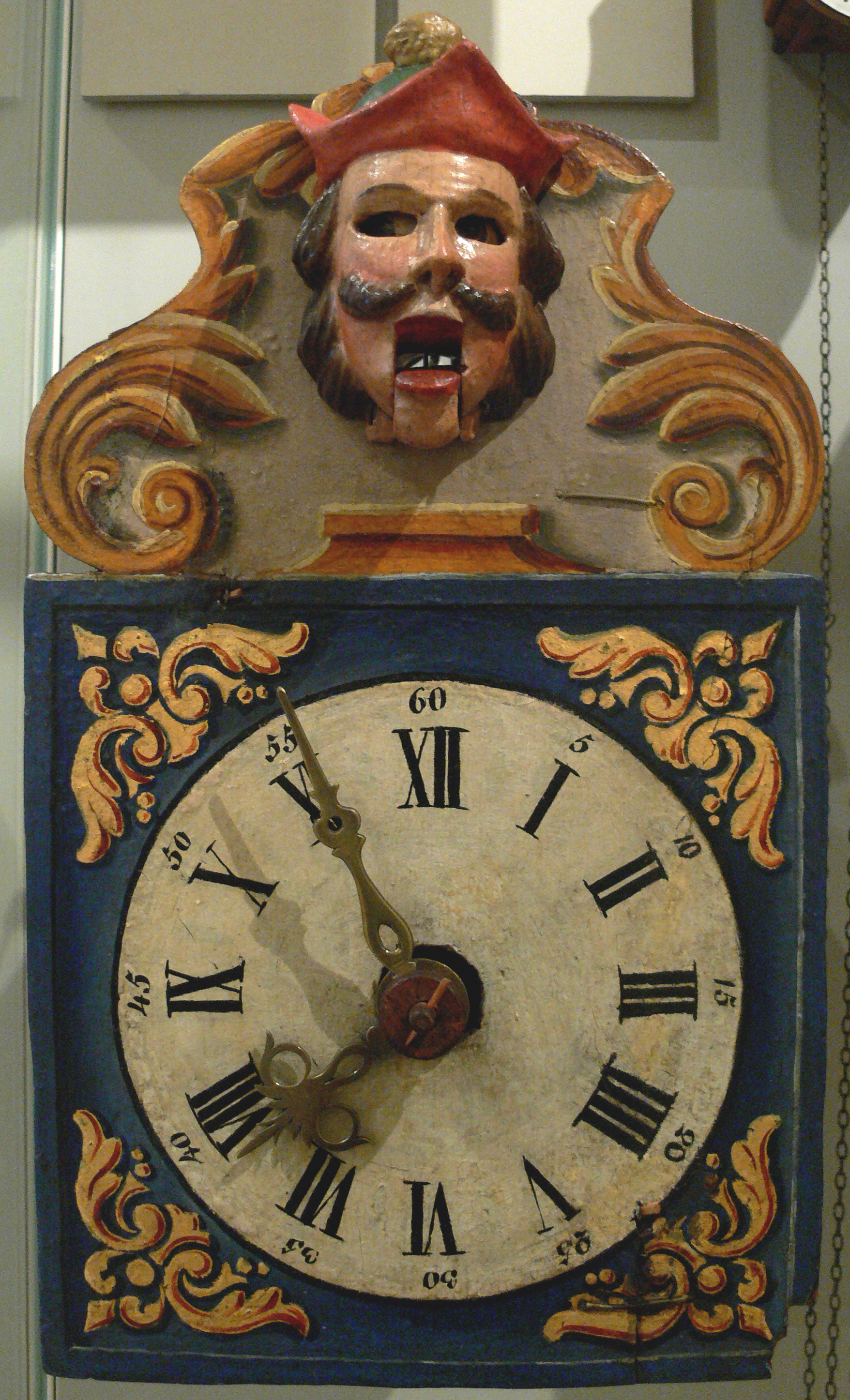
Wanduhr, Schwarzwald, um 1840, (Museum für Volkskultur in Waldenbuch)
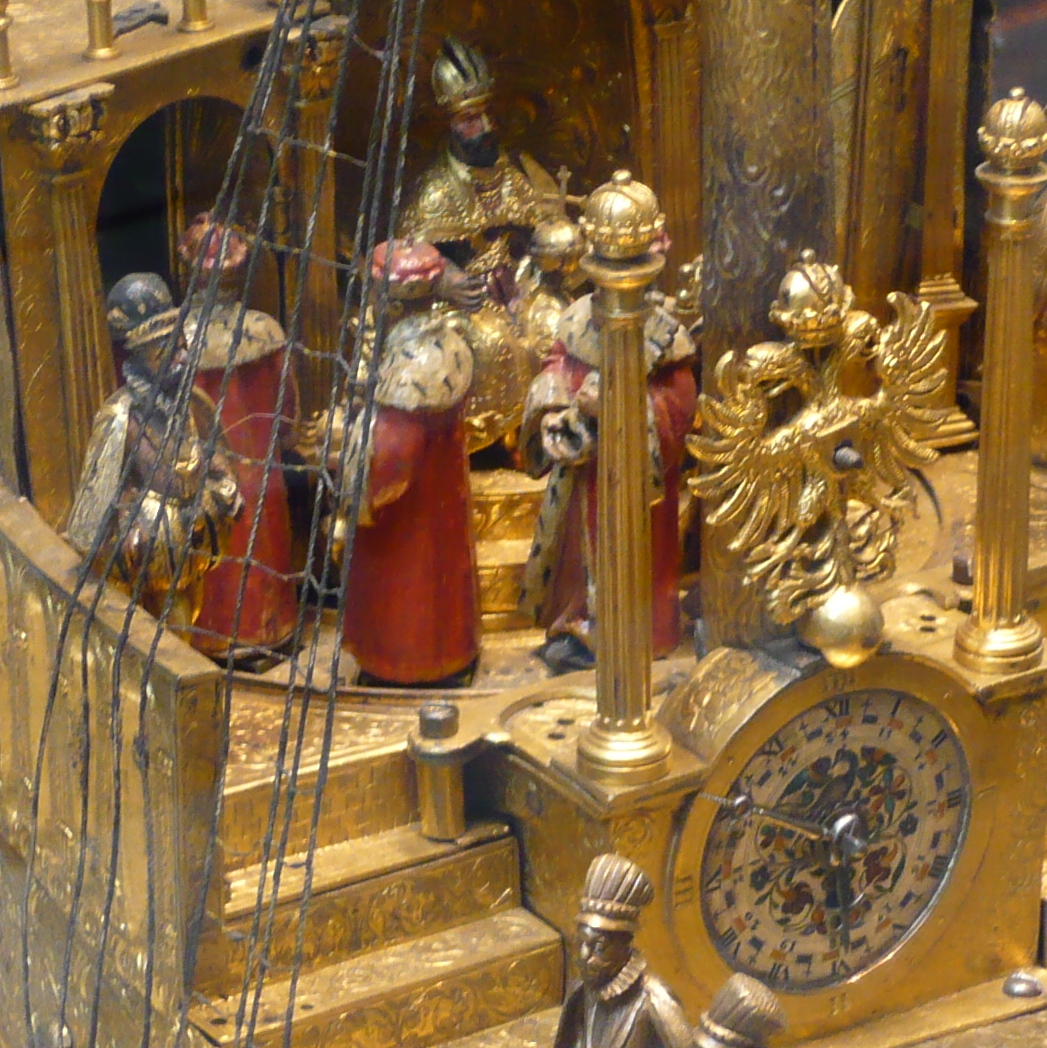
Tischuhr, Renaissance um 1585, Galeone, (British Museum)
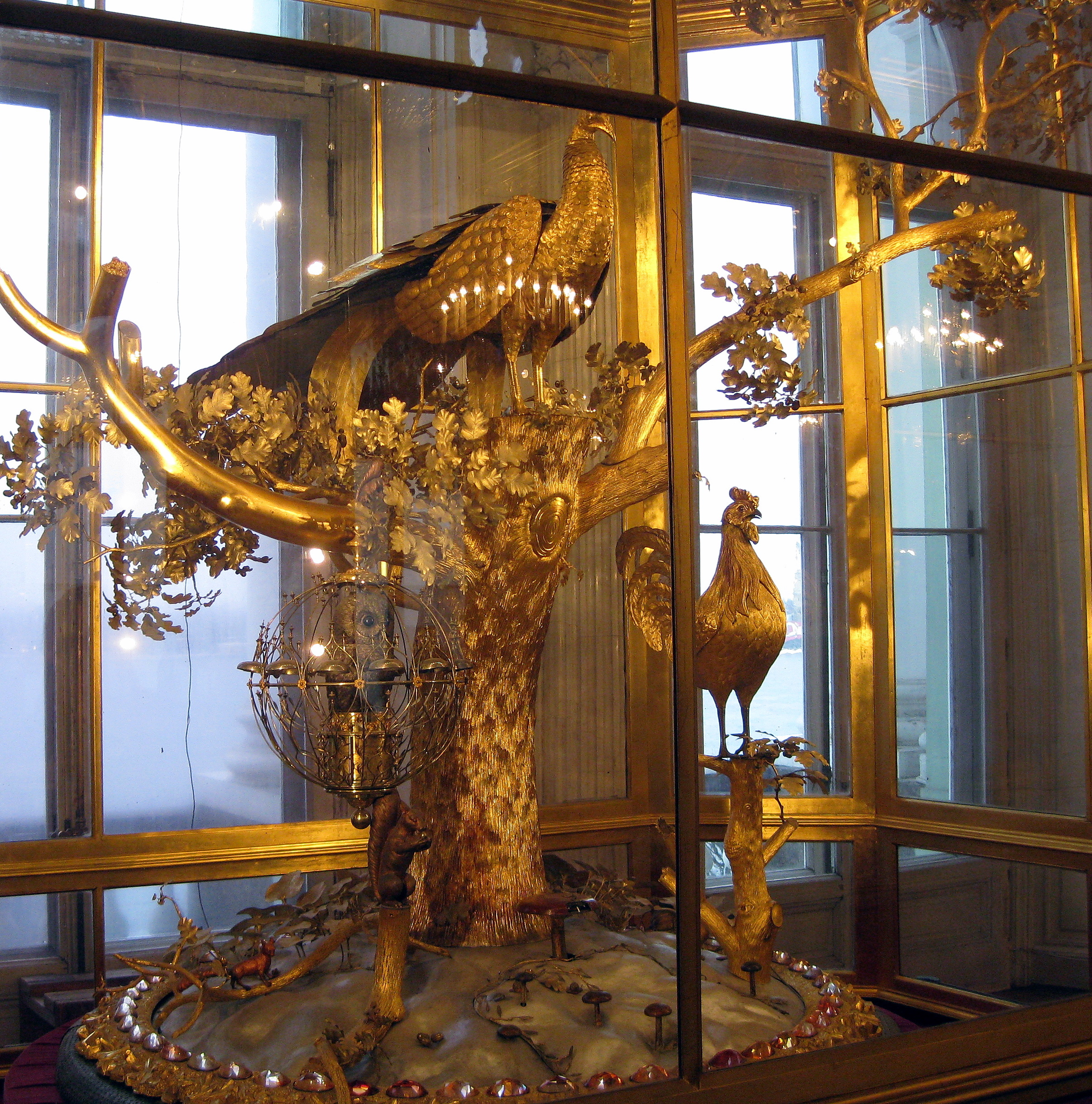
Pfauenuhr um 1772, (Eremitage in Sankt Petersburg)
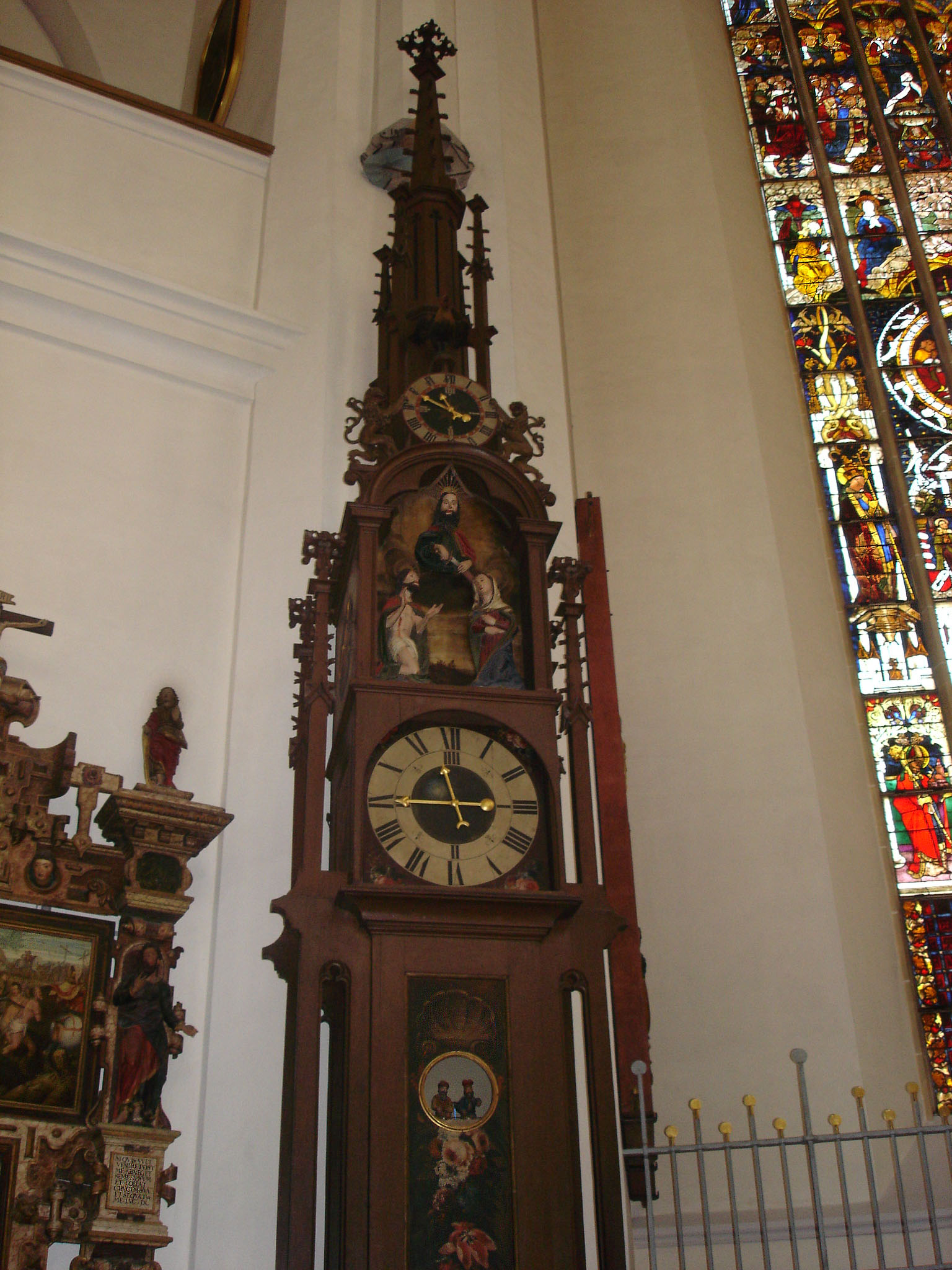
Frauenkirche München
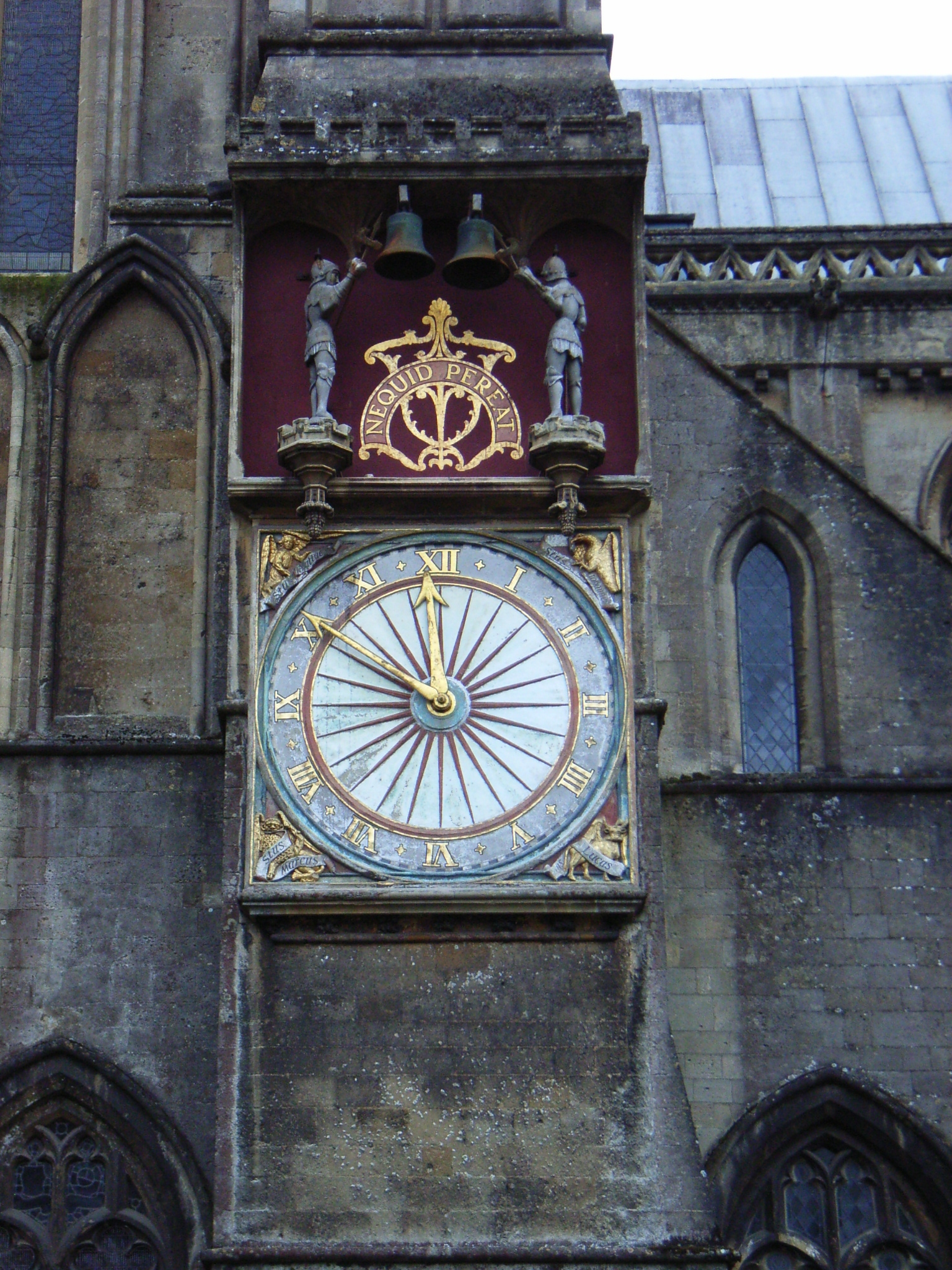
Kathedrale von Wells